# Теодор Бланк
Теодор «Тео» Антон Бланк (нім. Theodor „Theo“ Anton Blank; 19 вересня 1905, Ельц — 14 травня 1972, Бонн) — німецький політик і офіцер, оберлейтенант резерву вермахту, перший міністр оборони ФРН, міністр праці і громадських справ ФРН у 1957—1965 роках. Один із засновників партії ХДС у 1945 році, після закінчення Другої світової війни.
У 1949—1972 роках був членом німецького бундестагу, в якому в 1965—1969 служив заступником лідера фракції ХДС/ХСС.
У 1950—1955 роках Бланк очолював так званий «порожній офіс» (або офіс Бланка), офіційно відповідаючи за відносини з окупаційними військами союзників, а насправді під керівництвом канцлера Конрада Аденауера ведучи приховану підготовку до відновлення німецьких збройних сил. У 1954 році противники переозброєння перешкоджали його публічним виступам криком і шумом. Після того як переозброєння вийшло на офіційний рівень, він став першим післявоєнним міністром оборони Німеччини з 1955 по 1956 роки, а потім міністром праці і громадських справ з 1957 по 1965 роки.

## Нагороди
- Залізний хрест 2-го класу
- Нагрудний знак «За участь у загальних штурмових атаках»
- Нагрудний знак «За поранення» в чорному
- Хрест Воєнних заслуг 2-го класу з мечами
- Орден «За заслуги перед Федеративною Республікою Німеччина», великий хрест (1956)
- Орден «За заслуги перед Італійською Республікою», великий хрест (1965)

## Вшанування пам'яті
На честь Бланка названі казарми авіабази Райне-Бентланге (Theodor-Blank-Kaserne) і вулиця в Дортмунді (Theodor-Blank-Allee).